# Тодд, Эмманюэль
Эмманюэ́ль Тодд (фр. Emmanuel Todd; род. 16 мая 1951, Сен-Жермен-ан-Ле) — французский историк, социолог, социальный антрополог, журналист.

## Биография
Внук писателя Поля Низана, сын писателя и журналиста Оливье Тодда. Окончил Институт политических исследований в Париже, получил докторскую степень в Кембридже. В 1980-х годах работал в Национальном институте демографических исследований. В центре его интересов — новейшие проблемы демографии (трансформация семьи и роли детства; иммиграция и ассимиляция), экономическая стагнация развитых обществ, коллапс политических систем эпохи постмодерна. Выступал против Маастрихтского договора, за конституцию Европы, поддержал на выборах 2012 года Олланда, во втором туре 2017 года воздержался, в 2022 году агитировал за Монтебура.

## Книги
- La Chute finale. / Окончательный крах (1976, англ. пер. 1979, предсказание демографа о скором распаде СССР)
- Le Fou et le Prolétaire. / Безумец и пролетарий (1979)
- La Troisième Planète: Structures familiales et systèmes idéologiques. / Третья планета: Структуры семьи и системы идеологии (1983)
- L’Enfance du Monde: Structure familiale et développement. / Детство мира: структура семьи и социальное развитие (1984)
- L’Invention de l’Europe. / Изобретение Европы (1990)
- Le Destin des Immigrés: Assimilation et ségrégation dans les démocraties occidentales. / Судьба иммигрантов (1994)
- L’Illusion économique: Essai sur la stagnation des sociétés développées. / Экономическая иллюзия (1998)
- La diversité du Monde: Famille et modernité. / Разнообразие мира: семья и современная эпоха (1999)
- Après l’empire, Essai sur la décomposition du système américain. (2002, англ. пер. 2003)
  - После империи. Pax Americana — начало конца / Перевод с французского Е. Н. Корендясова. — М.: Международные отношения, 2004. — 240 с. — ISBN 978-5-7133-1188-9
- Après la démocratie / После демократии (2008)
- L’Origine des systèmes familiaux: Tome 1. L’Eurasie. / Происхождение систем семьи. — Т. 1. Евразия. — 2011.
- Куда мы идем? История развития человечества глазами антрополога = Où en sommes-nous? / [Перевод с французского] — М.: Эксмо, 2021. — 510 с. — (Популярная социология) — ISBN 978-5-04-112113-6
- The Defeat of the West (La Défaite de l’Occident), Paris: Gallimard, 2024. ISBN 9782073041135
  - Поражение Запада. — Севастополь: Таврия, 2024.
  - Поражение Запада. — М.: АСТ, 2024. — 320 с. ISBN 978-5-17-165383-5

## Примечание
1. ↑  Encyclopædia Universalis — Encyclopædia Britannica Inc., 1968.
2. ↑  http://data.bnf.fr/14416532/david_todd/